# Amanda Ammar
Pour les articles homonymes, voir Ammar.
Amanda Ammar est une fondeuse canadienne, née le 6 février 1986 à Saint Albert.

## Biographie
Membre du club de Canmore, elle fait ses débuts en Coupe du monde en décembre 2005 à Vernon, puis marque ses premiers points pour le classement général à Canmore avec une 27e place sur le quinze kilomètres classique. Quelques semaines plus tard, elle honore sa première sélection majeure, prenant part aux Jeux olympiques à Turin, se classant 49e du sprint, 54e du dix kilomètres et dixième avec le relais. Elle venait de finir deux fois dans le top dix aux Championnats du monde junior à Kranj, avec une sixième place au cinq kilomètres et une septième place à la poursuite.
Aux Championnats du monde des moins de 23 ans en 2007, à Tarvisio, elle est notamment 18e du dix kilomètres libre, soit son meilleur résultat dans la compétition. En 2007, elle parvient à finir la première édition du Tour de ski.
À partir de 2008 ses apparitions en Coupe du monde se font rares, du fait notamment d'une pause entre 2009 et 2011 et doit attendre 2013 pour remporter enfin le classement général de la Coupe nord-américaine. À l'été 2013, elle souffre de douleurs au pied a cause d'un névrome de Morton.
Aux Jeux olympiques d'hiver de 2014, à Sotchi, elle finit 53e du skiathlon, 52e du dix kilomètres classique et 46e du trente kilomètres libre. Elle devient ensuite championne du Canada sur le trente kilomètres classique, pour sa dernière course de sa carrière sportive. 

## Palmarès

### Jeux olympiques
| Épreuve / Édition | Sprint | Sprint                           | 10 km                            | 10 km     | Skiathlon 2 × 7,5 km | 30 km | Relais | Relais   |
| Épreuve / Édition | libre  | classique                        | libre                            | classique | Skiathlon 2 × 7,5 km | 30 km | Sprint | 4 × 5 km |
| JO 2006 Turin     | 49e    | Épreuve inexistante à cette date | Épreuve inexistante à cette date | 54e       | -                    | -     | —      | 10e      |
| JO 2014 Sotchi    | -      | Épreuve inexistante à cette date | Épreuve inexistante à cette date | 52e       | 53e                  | 46e   | —      | -        |

Légende :
- : pas d'épreuve
- — : Non disputée par Ammar

### Coupe du monde
- Meilleur classement général : 117e en 2006.
- Meilleur résultat individuel : 27e.

#### Classements en Coupe du monde
| Saison    | Classement général final | Classement sprint |
| 2005-2006 | 117e                     | 84e               |

### Championnats nationaux
- Championne du Canada sur trente kilomètres classique en 2014.